# Rózsahegy
Rózsahegy (szlovákul Ružomberok, németül Rosenberg) város Szlovákiában, a Zsolnai kerület Rózsahegyi járásának székhelye. A Felső-Vág legnagyobb városa. Fehérpatak, Csernova, Hrboltó és Vlkolinec települések tartoznak hozzá.

## Fekvése
Turócszentmártontól 37 km-re keletre, Liptószentmiklóstól kb. 24 km-re nyugatra fekszik a 18-as és az 59-es főút találkozásánál, a Vág és a Revuca összefolyásánál.

## Nevének eredete
Nevét arról kapta, hogy egy vadrózsával benőtt dombon alapították.

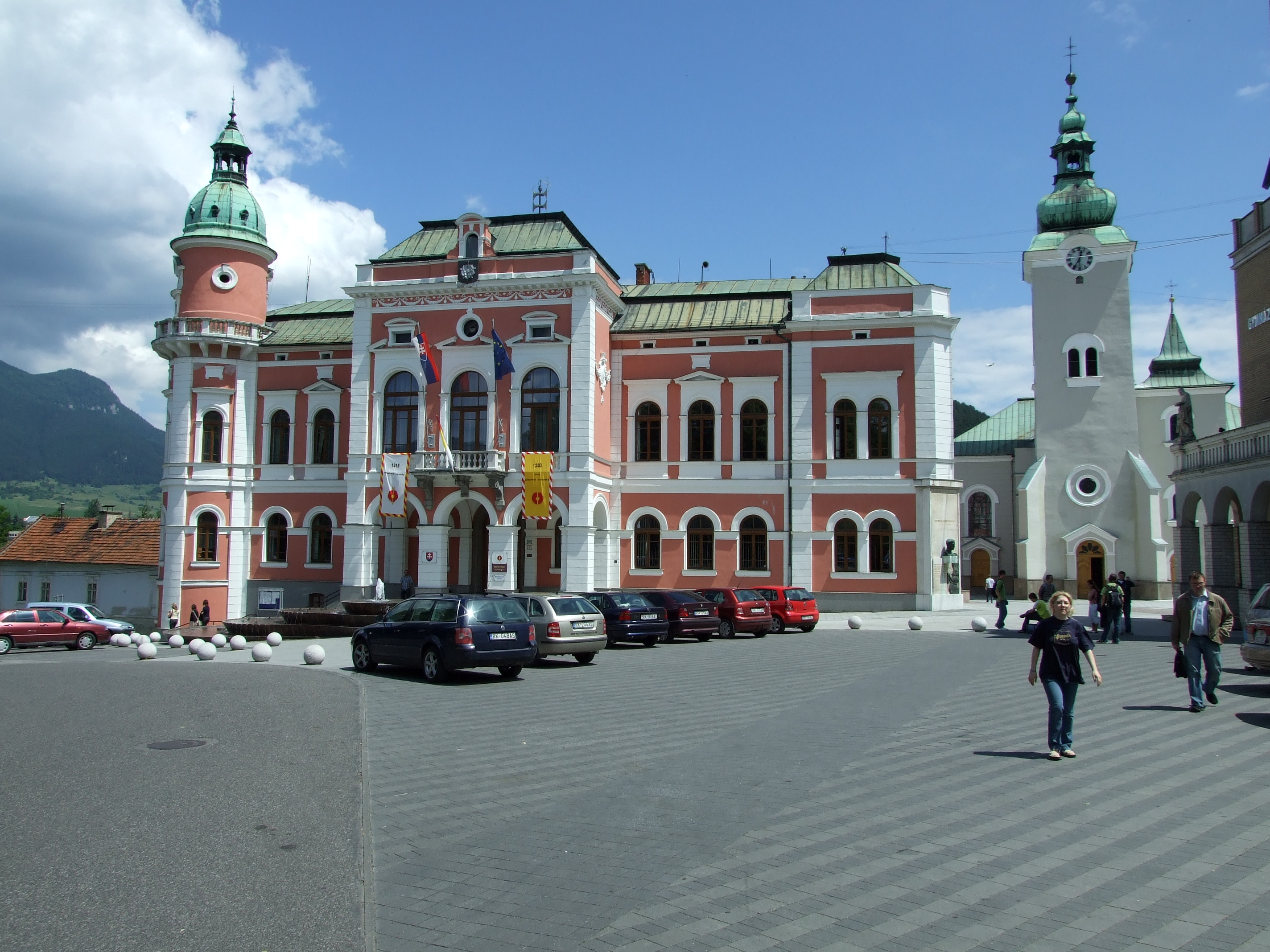
A városháza

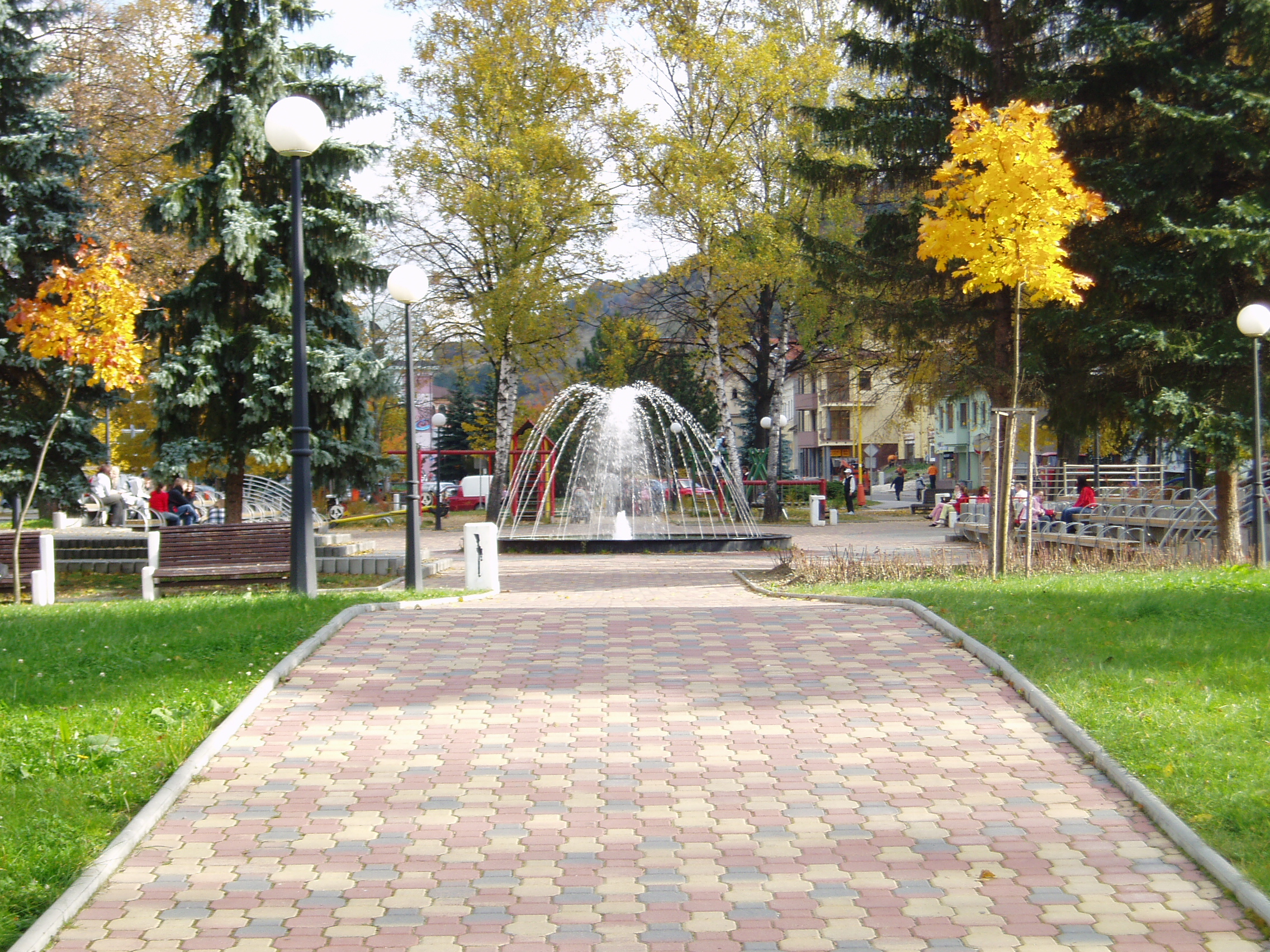
Park a Š.Hýroš téren

## Története
Területén már a késő bronzkori ún. lausitzi kultúra népének volt megerősített települése, később a rómaiak és a szlávok telepedtek meg itt.
A várost szász bányászok alapították a fontos kereskedelmi utak kereszteződésénél fekvő, vadrózsával benőtt Horka nevű dombon a 13. században. 1233-ban „terra Reuche” néven említik először. 1318-ban városi jogokat kapott, melyeket Károly Róbert kiszélesített. Határában ezüstöt és rezet bányásztak. 1332-ben „Rosenberk”, 1337-ben „Rosonberch”, 1376-ban „Rosumbergh” néven találjuk. 1390-ben kiváltságait elvesztve a likavai uradalomhoz csatolták. A 15. század elején német jellege a huszita uralom révén szlávra változott. 1459-ben „Rozembere” alakban szerepel a korabeli forrásokban. A 16. században mezőváros, vásártartási joggal, fejlett kézműiparral, evangélikus latin nemesi iskolával. 1607-ben evangélikus zsinat színhelye. 1625-ben 126 jobbágy- és 19 zsellérháza volt. 1715-ben 3 malom és 155 adózó háztartás található a városban, közülük 40 kézműves családé. 1720-ban 92 adózója volt. 1729-ben létesült piarista gimnáziuma. Lakói főként földműveléssel, állattartással, kézművességgel és kereskedelemmel foglalkoztak. A várost sok elemi csapás pusztította.

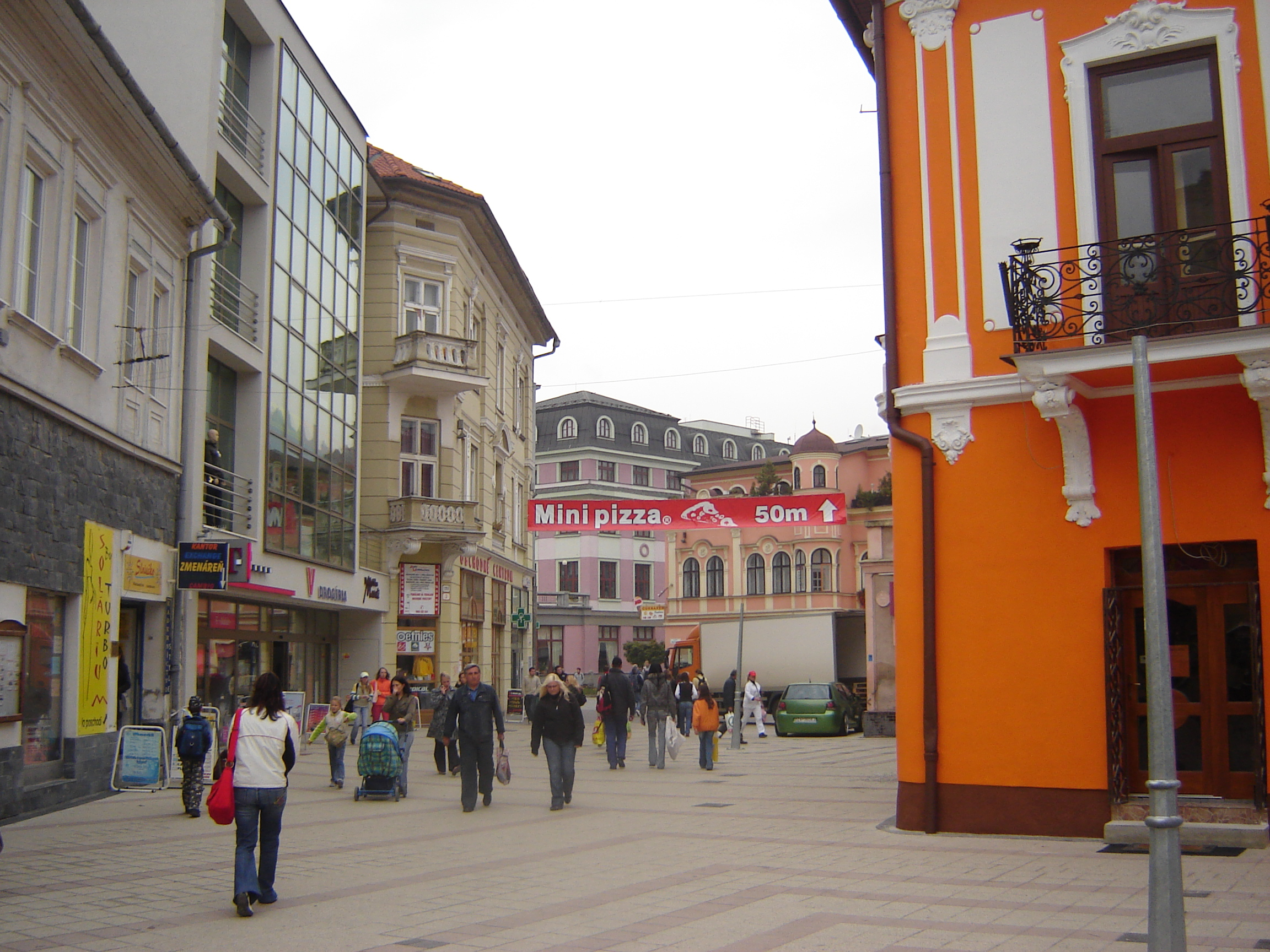
A városközpont részlete

A 18. század végén Vályi András így ír róla: „ROZENBERGA. Elegyes tót Mezőváros Liptó Várm. földes Ura a’ Kir. Kamara, ’s a’ Likavai Uradalomhoz tartozik, lakosai katolikusok, és evangelikusok; Oskolája jeles, mellyben a’ Piárista Szerzetbéli Atyák tanitanak; fekszik Vág vize mellett, Likavának szomszédságában, Gombáshoz 2 mértföldnyire. Szerentsétleníttetett 1784-ik esztendőben Júniusban, midőn dél tájban, természeti tűzláng lobbanván fel, mintegy 60000 forint kárt vallottak e’ tűznek dühössége által. Barna, és fejér tarkás márvánnya nevezetes. Néhai tudós Pálma Apátúr, és Történet-írónak születése helye. Posta is van benne; határja középszerű, fája, legelője van, más vagyonnyai is meglehetősek.”
19. századi fellendülését főleg faiparának és papírgyártásának köszönheti. 1848-ban a likavai függőségtől is megszabadult, majd fokozatosan a szlovákok pénzügyi, ipari és kulturális központja lett.
Fényes Elek 1851-ben kiadott geográfiai szótárában így ír a városról: „Rosenberg, tót m.-város, Liptó vmegyében, a Vágh vize mellett. – Számlál 2451 kath., 76 evang., 5 zsidó lak. – A Revucza vize itt folyik a Vághba; továbbá a szepesi, thuróczi, zólyomi, árvai országutak itt jönnek össze. Van egy piaristák temploma collegiummal együtt; kath. kisebb gymnasium a piaristák felügyelése alatt; cs. kir. só-, posta-, és gazdasági tisztségi-hivatal; polgári oskola; réz és vas lerakóhely; nagy vendégfogadó; papiros- és több liszt-malmok; lakosai sok cserép-edényt égetnek; márványt törnek; savanyuvize is van; tart népes heti- és országos-vásárokat. – Pálma, nevezetes történetirónk itt született. F. u. a kamara.”
A trianoni diktátumig Liptó vármegye Rózsahegyi járásának székhelye volt.

### Parasztludrova (Villaludrova)
Ludrova nyugati részét – amely Rózsahegyhez tartozott – „Villa Ludrova” néven 1376-ban Nagy Lajos oklevelében említik először. Parasztludrova már 1390-ben Likava várának uradalmához tartozott. 1625-ben 14 jobbágytelekkel adózott, 43 jobbágy és 10 zsellércsaládja volt. 1784-ben 72 házában 570 lakos élt.
A 18. század végén Vályi András így ír róla: "LUDROVA. És Nemes Ludrova. Két falu Liptó Várm. Ludrovának földes Ura a’ K. Kamara, amannak pedig Rakovszky, és több Uraságok, lakosai katolikusok, fekszenek Nagy Selmeczhez nem meszsze, és annak filiáji, földgyeik termékenyek, fájok tűzre, és épűletre van."
Fényes Elek 1851-ben kiadott geográfiai szótárában így ír a faluról: "Ludrova (Nemes és Paraszt), két egymás mellett levő tót falu, Liptó vmegyében, mellyet csak egy kis patak választ el. Számlál 929 kath., 2 evang. lak. Kath. paroch. Földe inkább sovány, mint termékeny; hegyeiben legelője bőven; erdeje derék. F. u. Rosenberg priv. városa, és Abaffy, Thold család. Ut. p. Rosenberg."
1828-ban 135 háza és 932 lakosa volt. Lakói főként mezőgazdasággal foglalkoztak. 1832-ben nagy tűzvész tört ki a nemesi községben, mely átterjedt erre a másik falura is. 42 lakóház és 35 gazdasági épület lett a tűz martaléka.
A trianoni diktátumig területe Liptó vármegye Rózsahegyi járásához tartozott.
1953-ban választották le Rózsahegyról és csatolták Nemesludrovához.

## Népessége
| Év:            | 1994.  | 2004.   | 2014.   | 2024.   |
| -------------- | ------ | ------- | ------- | ------- |
| Emberek száma: | 30 660 | 30 058  | 27 551  | 26 384  |
| Eltérés:       |        | -1,96 % | -8,34 % | -4,23 % |

| Év:            | 2023.  | 2024.   |
| -------------- | ------ | ------- |
| Emberek száma: | 26 548 | 26 384  |
| Eltérés:       |        | -0,61 % |

1784-ben 268 házában 1889 lakos élt.
1828-ban 357 háza és 2532 lakosa volt.
1880-ban 3247-en lakták, ebből 2612 szlovák és 228 magyar anyanyelvű.
1890-ben 6879 lakosából 5987 szlovák és 383 magyar anyanyelvű volt.
1900-ban 8198-an lakták, ebből 6983 szlovák és 630 magyar anyanyelvű.
1910-ben 12 249-en lakták: 8340 szlovák, 1735 magyar, 1031 német, 670 cseh, 216 román és 135 lengyel anyanyelvű.
1921-ben 14 220 lakosából 12 175 csehszlovák és 126 magyar volt.
1930-ban 15 663-an lakták, ebből 13 519 csehszlovák és 60 magyar.
1991-ben 29 416-an lakták: 28 762 szlovák és 49 magyar.
2001-ben 30 417 lakosából 29 394 szlovák és 41 magyar volt.
2011-ben 28 400-an lakták, ebből 25 912 szlovák és 35 magyar.
2021-ben 27407 lakosából 43 (+25) magyar, 91 (+139) cigány, 8 (+24) ruszin, 25277 (+67) szlovák, 317 (+59) egyéb és 1671 ismeretlen nemzetiségű volt.

## Nevezetességei
- Gótikus Szent András-plébániatemploma a 14. században épült, 1585-ben késő gótikus, majd 1902-ben neoromán stílusban átalakították, de szárnyasoltára eredeti. Mellette fennmaradt az egykori erődítmény egy része. Déli hajója alatt található a szlovák nemzeti mozgalom egyik vezetőjének, Andrej Hlinka katolikus papnak a mauzóleuma.
- A piarista kolostor 1730 és 1735 között épült, mellette áll az 1806-ban épített, empire stílusú Szent Kereszt piarista templom.
- Kálváriatemploma 1873-ban, kápolnái 1858–59-ben épültek.
- Evangélikus temploma 1926-ban épült.
- Szent Család-temploma 1921-ben épült a munkások számára.
- Zsinagógája 1880-ban épült.
- A Vág túloldalán álló Zsófia-kastély eredetileg vízivár volt. A vár 1397-ben már castellumként szerepel, később többször átépítették. 1616-ban, amikor Bethlen Gábor eljegyezte Brandenburgi Katalint, a menyasszony Kassa felé vezető útjában egy éjszakát itt töltött. 1622-ben a Bethlen és II. Ferdinánd közti békekötéskor Perényi Péter koronaőr az ecsedi várból Trencsénbe tartva a szent koronával itt pihent meg.
- A Liptói Múzeum 1912-ben létesült, 1937 óta van a mai épületben.

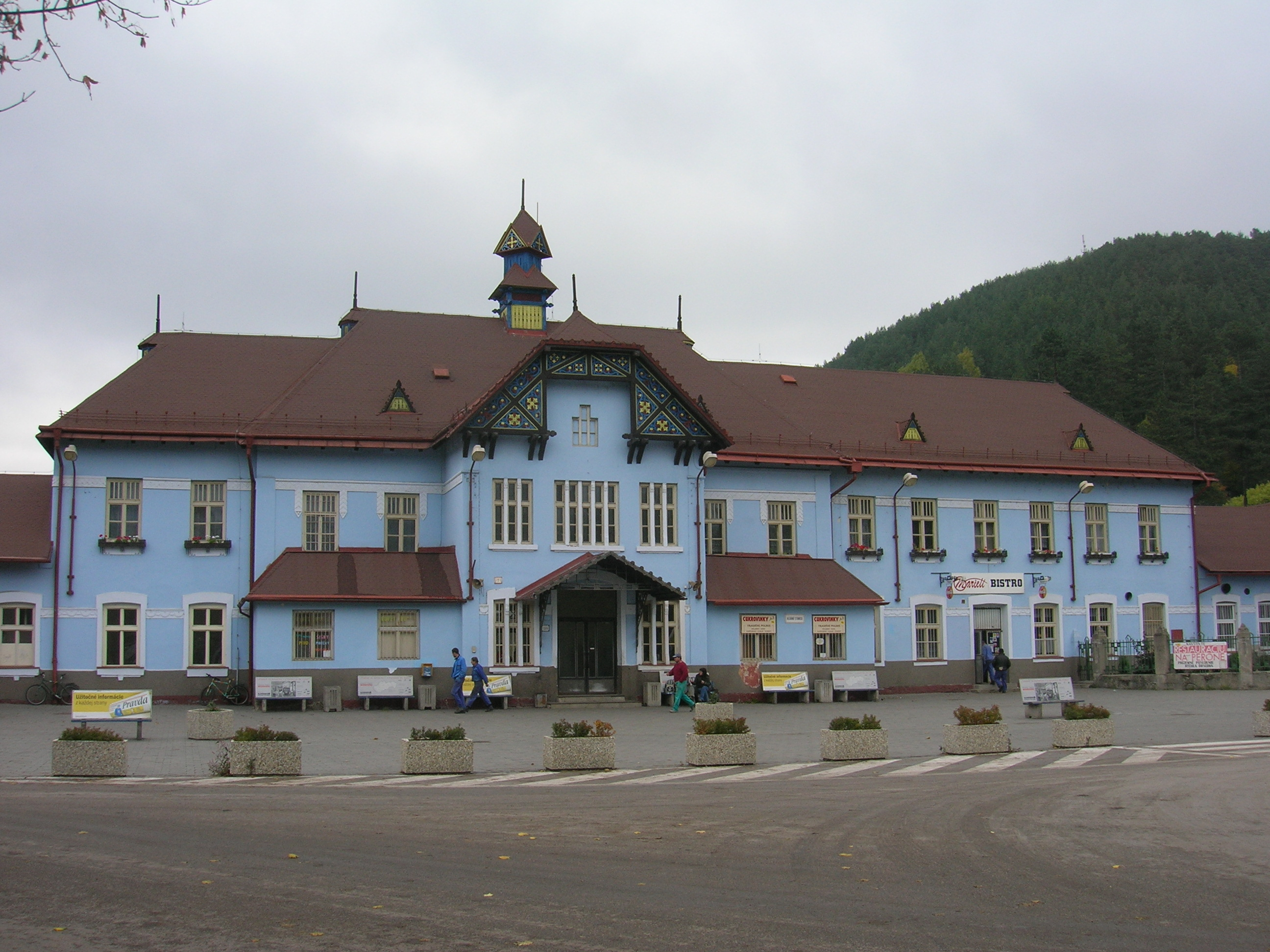
A rózsahegyi vasútállomás

## Sport
Női kosárlabdacsapata, az MBK Ružomberok európai hírű, két EuroLeague győzelmével a legeredményesebb szlovák kosárlabdacsapat.

## Híres emberek
- Itt született 1735. augusztus 18-án Palma Károly Ferenc történetíró.
- Itt született 1813-ban Štefan Híros szlovák történész.
- Itt született 1845-ben Belopotocky Kálmán, a k.u.k. közös hadsereg tábori püspöke.
- Itt született 1866-ban dr. Makoviczky Dusán, Tolsztoj házi orvosa.
- Itt született 1869. szeptember 19-én Blaskovits László egyetemi tanár.
- Itt született 1879-ben Kürti Gyula muzeológus, fogorvos.
- Itt született 1881. március 1-jén Fridrich Sándor gyógyszerész.
- Itt született 1887-ben Ivan Houdek kémikus mérnök, történész, író, fordító.
- Itt született 1902-ben Ľudovít Fulla szlovák festőművész, akinek életművét képtár mutatja be.
- Itt született 1903-ban Vojtech Budinský-Krička szlovák régészprofesszor.
- Itt született 1904-ben Löwenstein László néven Peter Lorre színész.
- Itt született 1906-ban Nagy Barna művészettörténész.
- Itt volt plébános, és itt is hunyt el Andrej Hlinka, a későbbi szlovák politikus, parlamenti képviselő (1864–1938). 1906 decemberében itt ítélték el államellenes izgatásért egy sajtóperben.
- Itt tanult 1913-tól 1918-ig a Piarista Gimnáziumban dr. Szalai Miklós, későbbi halimbai esperes, „gyógyteás pap”, a Halimbárium teák megalkotója.
- Itt hunyt el Cenglerius András (16. század) evangélikus lelkész, iskolaigazgató.
- Itt hunyt el 1857-ben Pallyó András kegyes tanítórendi (piarista) áldozópap és tanár.

## Testvértelepülés
Hollókő, Magyarország

## Lásd még
- Csernova
- Fehérpatak
- Hrboltó
- Vlkolinec